# Josep Maria Sans Ciurana
Josep Maria Sans Ciurana (Reus, 6 de juny 1903 - Reus, 17 de setembre de 1976) fou un ciclista català. Considerat un dels millors i més complerts de tot l'estat espanyol durant la dècada dels anys 1920-1930, segons els ranking Cyclebase.
Als 17 anys participava en totes les curses ciclistes celebrades als voltants de Reus tant a les carreres de pista com als circuits i curses de ruta. S'entrenava a la pista de terra del camp de futbol del Reus Deportiu, que llavors estava situat al camí de l'Aleixar. L'any 1921 va participar, juntament amb el seu germà Carles, en una cursa «a l'americana» celebrada a Sants, i es va classificar en tercer lloc. L'any 1922 va guanyar el «Gran Premi» de l'Exposició de Barcelona, i el 1923 va tenir el segon lloc al campionat d'Espanya de 10 kilòmetres, i el mateix any guanya un premi a la carrera «a l'americana» celebrada al Velòdrom de Badalona. Després de guanyar diversos premis provincials, l'any 1929 obté el títol de campió de Catalunya. A Sant Sebastià queda segon a la cursa del Campionat d'Espanya. També va participar en curses darrere moto i va obtenir importants guardons.
El públic l'anomenava pel seu nom esportiu "Apa Xatet!!!". Després de la seva retirada, va formar part d'una associació promotora del ciclisme, que va construir una pista de fusta desmuntable que van instal·lar a diversos punts d'Espanya.